# Rybářský průmysl

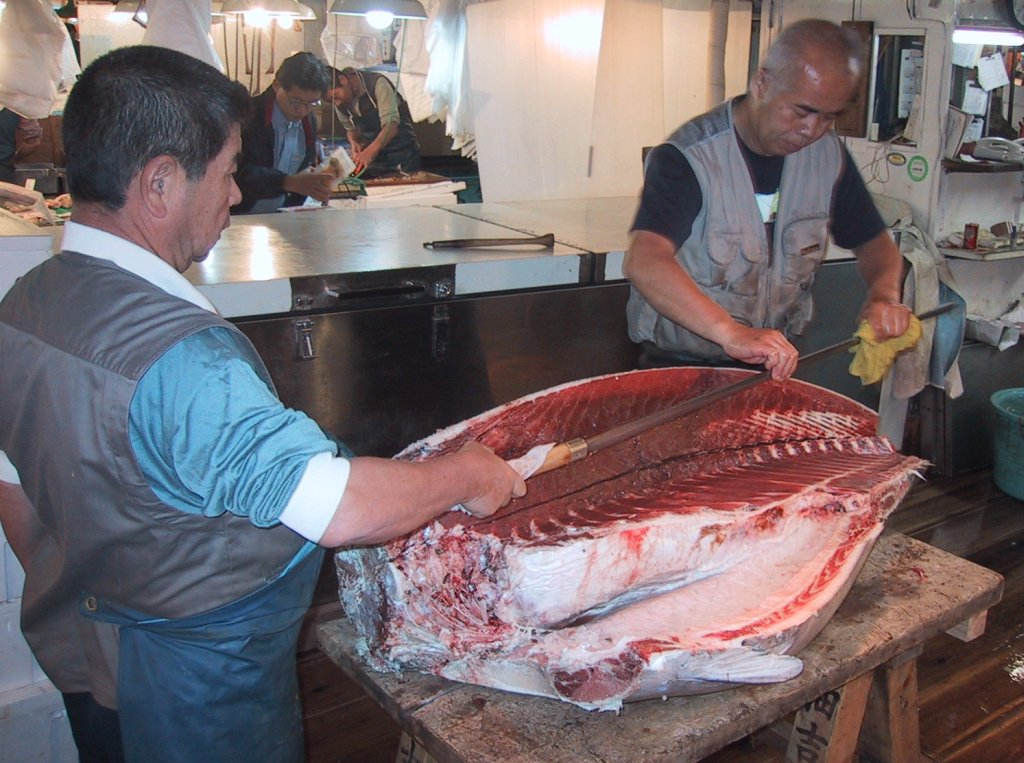
Porcování tuňáka na rybím trhu

Rybářský průmysl je komerční aktivita rybolovu produkující ryby a ostatní produkty tohoto typu. Podle statistik FAO činila v roce 2001 produkce ryb 130 milionů tun. Jako další produkt rybolovu bylo vyprodukováno 37,9 milionů tun vodních rostlin.